# 히카미정
히카미정(氷上町)은 효고현 중동부부에 있던 히카미군의 정이다.
2004년 11월 1일에 히카미군 6정이 합병해 단바시가 탄생함으로써 소멸하였다.

## 역사
- 1955년 7월 23일 - 나리마쓰정 누마누키촌 구즈노촌 사치요촌 나마고촌이 합병해 성립하였다.
- 2004년 11월 1일 - 기이바라정, 아오가키정, 가스가정, 산난정, 이치지마정이 합병해 단바시가 성립하였다. 동일 히카미정은 폐지되었다.

## 교통

### 철도
- 서일본 여객철도 후쿠치야마 선

### 도로
- 국도 제173호선 (일본)(일본어판)
- 국도 제176호선 (일본)(일본어판)